# Hypsiboas punctatus
Hypsiboas punctatus hay ếch cây chấm bi (tên tiếng Anh: Polka-dot Treefrog) là một ếch species trong họ Nhái bén. Chúng được tìm thấy ở Argentina, Bolivia, Brasil, Colombia, Ecuador, Guyane thuộc Pháp, Guyana, Paraguay, Peru, Suriname, Trinidad và Tobago, và Venezuela. Trong tiếng Tây Ban Nha nó được gọi là rana punteada ("dotted frog").
Các môi trường sống tự nhiên của chúng là các khu rừng khô nhiệt đới hoặc cận nhiệt đới, rừng ẩm đất thấp nhiệt đới hoặc cận nhiệt đới, đầm nước nhiệt đới hoặc cận nhiệt đới, rừng mây ẩm nhiệt đới và cận nhiệt đới, đầm nước, đầm nước ngọt, đầm nước ngọt có nước theo mùa, vườn nông thôn, các vùng đô thị, và các khu rừng trước đây bị suy thoái nặng nề. Nó không được xem là bị đe dọa theo IUCN.

## Hình ảnh

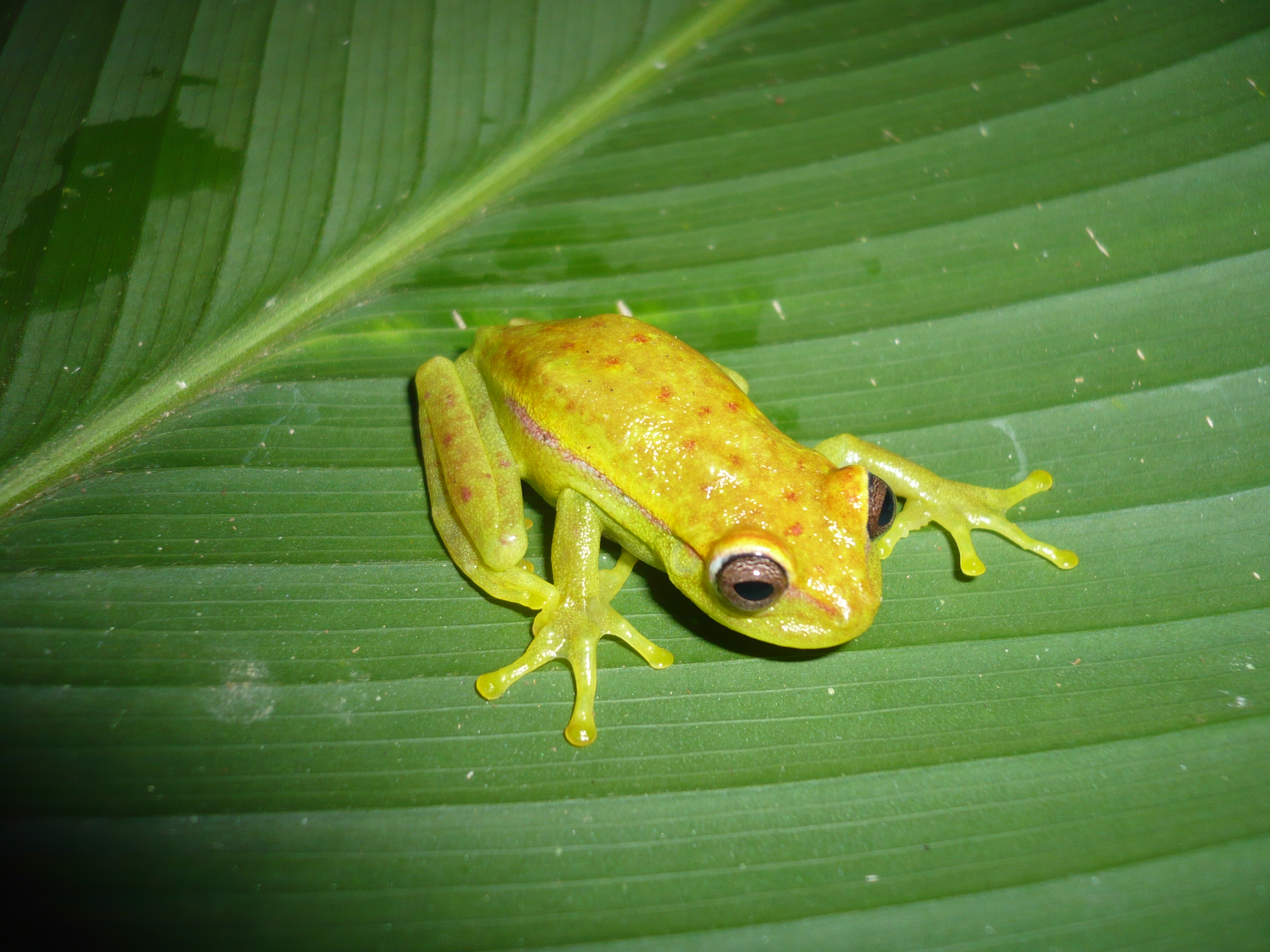
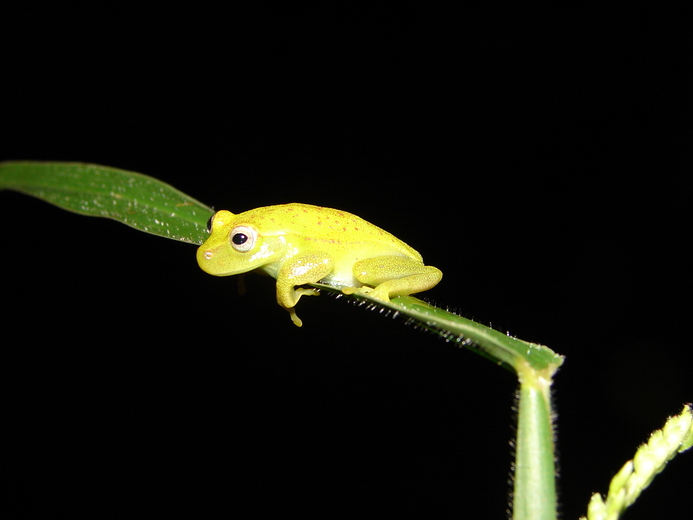
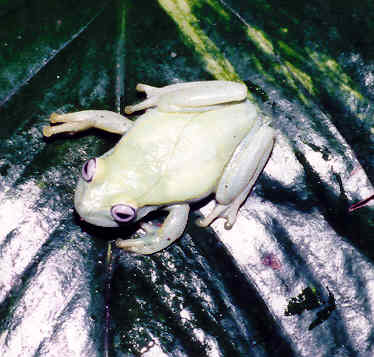
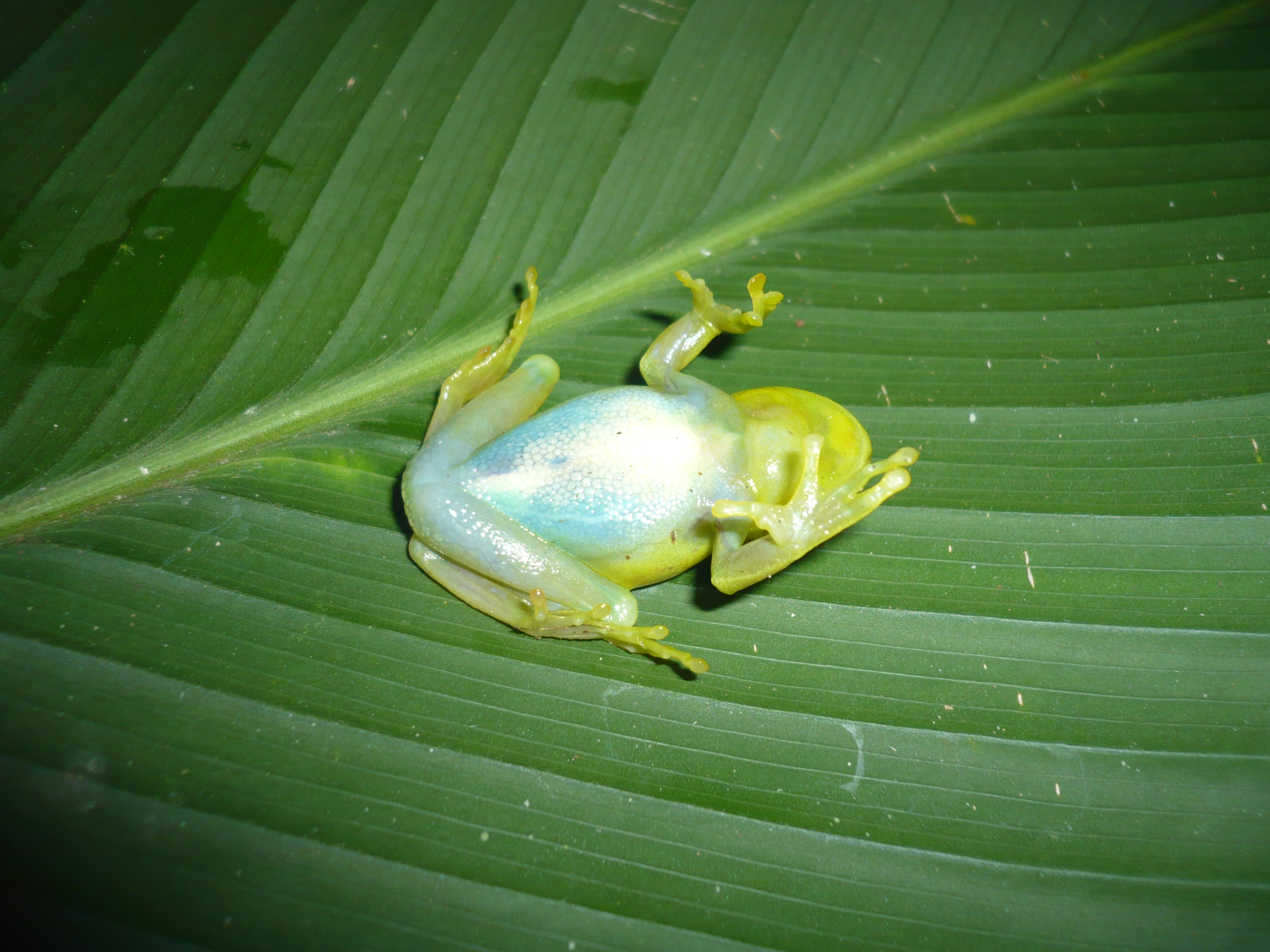